# Truckee
|  | Dieser Artikel wurde aufgrund von inhaltlichen Mängeln auf der Qualitätssicherungsseite des Projektes USA eingetragen. Hilf mit, die Qualität dieses Artikels auf ein akzeptables Niveau zu bringen, und beteilige dich an der Diskussion! Eine nähere Beschreibung der zu behebenden Mängel fehlt. |

Truckee (ursp. Coburn Station) ist eine Stadt im Nevada County im US-Bundesstaat Kalifornien mit 16.729 Einwohnern (Stand: 2020). Das Stadtgebiet hat eine Größe von 87,7 Quadratkilometern. Sie wurde im Jahre 1863 als Eisenbahnort gegründet. Ihr Name rührt vom gleichnamigen Fluss her. Besonderer Blickfang ist das „Hotel Truckee“, welches bereits seit 125 Jahren besteht.
Der ursprüngliche Name der Stadt war Coburn Station.

## Verkehrswesen
Truckee ist an das US-amerikanische Schienennetz angeschlossen und wird von der Eisenbahngesellschaft Amtrak bedient.
Es gibt einen kostenlosen öffentlichen Bus, der vom angrenzenden Placer County betrieben wird. Der Bus verbindet Truckees Bahnhof mit der westlichen Küste des Lake Tahoe.
Im Winter gibt es auch Skibusse zwischen Reno Airport und den Skigebieten von Truckee. Greyhound fährt vom Amtrak-Bahnhof in westlicher Richtung nach Sacramento und San Francisco und in östliche nach Reno, Salt Lake City und Denver. Es gibt auch Busgesellschaften in Privatbesitz aus der San Francisco Bay Area, die Skiläufer nach Truckee fahren.
Die Interstate 80 verläuft durch Truckee. Im Wesentlichen folgt sie der alten Strecke der Emigranten. Reno liegt 50 Kilometer östlich an der I-80. Die nordsüdlich verlaufende State Route 89 verbindet Truckee mit der westlichen Küste des Lake Tahoe.
Der Truckee-Tahoe Airport bietet Zugriff auf das North Lake Tahoe Freizeitgebiet.

## Söhne und Töchter der Stadt
- April Stewart (* 1968), Synchronsprecherin
- Caroline Lalive (* 1979), Skirennläuferin
- Win Butler (* 1980), Sänger, Gitarrist, Pianist, Bassist und Songwriter
- Marco Sullivan (* 1980), Skirennläufer
- C. R. Johnson (1983–2010), Freestyle-Skier
- Stacey Cook (* 1984), Skirennläuferin
- Errol Kerr (* 1986), Freestyle-Skier
- Travis Ganong (* 1988), Skirennläufer
- Russell Kennedy (* 1991), kanadischer Skilangläufer
- Annika Taylor (* 1993), britische Skilangläuferin
- Lila Lapanja (* 1994), Skirennläuferin
- Amelia Josephine Hurt (* 2000), Skirennläuferin
- James Clinton Schoonmaker (* 2000), Skilangläufer